# Mark Stent
Mark Stent dit Spike Stent', né le 3 août 1965 à Alton en Angleterre, est un ingénieur du son et réalisateur britannique. Il a travaillé avec de nombreux artistes internationaux tels que Indochine, Madonna, Paul McCartney, Lady Gaga, U2, Beyoncé, Björk, Depeche Mode, Spice Girls, Coldplay, Muse, Lily Allen, Gwen Stefani, No Doubt, Usher, Linkin Park, Maroon 5, Yeah Yeah Yeahs, Oasis, Keane, Massive Attack et Bastille.

## Biographie
Mark Stent a grandi à Alton, dans le comté de Hampshire en Grande-Bretagne, et a commencé son apprentissage du métier d'ingénieur du son dans son local "Jacob Studios" durant son adolescence, avant de travailler durant deux ans au Studios Trident.
Il a ensuite été recruté par Studios Olympic à Londres. Sa succursale y a fait l'objet d'un co-investissement entre la maison de disque EMI et lui. EMI paya ainsi pour la construction du studio, et Mark Stent paya pour le matériel. Durant la période où il y a travaillé, il lui fut confié le mixage de plusieurs albums du groupe KLF, ce qui lui permit de commencer à étendre sa notoriété.
La société de logiciels musicaux professionnels Waves a récemment reproduit virtuellement sa console de mixage afin d'en faire un plugin, destiné aux musiciens qui souhaiteraient s'inspirer de son travail.

## Origine du surnom
Il reçut son surnom Spike (littéralement "pointe") en 1987, alors qu'il travaillait en tant qu'ingénieur du son pour le producteur John Paul Jones, sur un album du groupe The Mission. Les membres de ce groupe ne parvenaient pas à mémoriser son nom, mais retenaient sa coupe de cheveux, et le surnom est resté.

## Récompenses et nominations
Il a remporté trois Grammy Awards :
- Best Rock Album en 2010 pour The Resistance du groupe Muse[4] ;
- Best Contemporary R&B Album en 2009 pour I Am... Sasha Fierce de Beyoncé Knowles[4] ;
- Best Dance Electronica Album en 2006 pour Confessions on a Dance Floor de Madonna[4].

Lors de la 53e cérémonie annuelle des Grammy Awards qui s'est tenue en février 2011, il fut nommé dans les catégories suivantes :
- Album of the Year pour The Fame Monster de Lady Gaga,
- Best Rock Album pour The Resistance de Muse (récompensé)[4] ;
- Best Dance Electronica Album pour Head First de Goldfrapp,
- Best Contemporary Album pour Raymond v. Raymond de Usher.

## Discographie sélective

### Années 1980
- 1985: The Cult – Love
- 1987: Erasure – The Circus (It Doesn't Have To Be)
- 1988: The Mission – Tower of Strength

### Années 1990
- 1993: Depeche Mode – Songs of Faith and Devotion
- 1994: Madonna – Bedtime Stories
- 1994: Massive Attack – Protection
- 1996: Spice Girls – Spice
- 1997: Björk – Homogenic
- 1997: Erasure – Cowboy
- 1997: Spice Girls – Spice World
- 1997: U2 – Pop
- 1998: Massive Attack – Mezzanine

### Années 2000
- 2000: Madonna – Music
- 2000: Oasis – Standing on the Shoulder of Giants
- 2000: Oasis – Familiar to Millions
- 2000: All Saints – All Saints (Black Coffee & Pure Shores)
- 2001: Björk – Vespertine
- 2001: No Doubt – Rock Steady
- 2002: Linkin Park – Reanimation
- 2003: The Black Eyed Peas – Elephunk
- 2003: Dave Matthews Band – Some Devil
- 2003: Madonna – American Life
- 2003: Massive Attack – 100th Window
- 2004: Natasha Bedingfield – Unwritten
- 2004: Gwen Stefani – Love. Angel. Music. Baby.
- 2004: Keane – Hopes and Fears
- 2004: Björk – Medulla
- 2005: The Black Eyed Peas – Monkey Business
- 2005: Dave Matthews Band – Stand Up
- 2005: Aqualung – Strange and Beautiful (Easier to Lie)
- 2005: Kaiser Chiefs – Employment  (Everyday I Love You Less and Less)
- 2005: Fischerspooner – Odyssey
- 2005: Goldfrapp – Supernature
- 2005: Madonna – Confessions on a Dance Floor
- 2006: Gwen Stefani – The Sweet Escape
- 2006: Keane – Under the Iron Sea
- 2006: The Feeling – Twelve Stops and Home
- 2006: Depeche Mode – The Complete Depeche Mode (A Pain That I'm Used To)
- 2007: Björk – Volta
- 2007: Natasha Bedingfield – N.B.
- 2007: Stereophonics – Pull the Pin (Rewind)
- 2007: Hard-Fi – Once Upon a Time in the West  (Suburban Knights)
- 2007: Arcade Fire – Neon Bible  (Black Mirror & No Cars Go)
- 2007: Maroon 5 – It Won't Be Soon Before Long
- 2007: M.I.A. – Kala  (Boyz & Jimmy)
- 2008: Madonna – Hard Candy
- 2008: Beyoncé – I Am... Sasha Fierce
- 2008: Pink – Funhouse
- 2008: CSS – Donkey
- 2008: The Pussycat Dolls – Doll Domination  (When I Grow Up)
- 2008: Sneaky Sound System – Sneaky Sound System  (Kansas City & UFO)
- 2008: The Script – The Script  (Breakeven, Talk You Down & The Man Who Can't Be Moved)
- 2009: Lily Allen – It's Not Me, It's You  (Everyone's At It & The Fear)
- 2009: Sean Garrett – Turbo 919  (Why & What You Doin')
- 2009: Franz Ferdinand – Tonight: Franz Ferdinand  (Katherine)
- 2009: Ciara – Fantasy Ride  (G Is for Girl)
- 2009: Cheryl Cole – 3 Words  (Fight for This Love)
- 2009: Muse – The Resistance
- 2009: Lady Gaga – The Fame Monster (Bad Romance & Telephone)
- 2009: Green Day – 21st Century Breakdown (Last of the American Girls, 21 Guns & Rain on Me)

### Années 2010 et 2020
- 2010: The Script – Science and Faith
- 2010: Cheryl Cole – Messy Little Raindrops
- 2010: Christina Aguilera – Bionic (Little Dreamer, Kimono Girl & Birds of Prey)
- 2010: Usher – Raymond v. Raymond
- 2010: Goldfrapp – Head First
- 2010: P. Diddy – Last Train to Paris (Hello Good Morning)
- 2010: James Blunt – Some Kind of Trouble
- 2010: N.E.R.D – Nothing
- 2011: Lady Gaga – "Marry the Night"
- 2011: Coldplay – Mylo Xyloto
- 2011: Bruce Springsteen – Wrecking Ball
- 2012: No Doubt – Push and Shove
- 2012: Muse – The Second Law
- 2013: Beady eye - 'be'
- 2013: Paul McCartney - New
- 2024: Indochine - Babel Babel

## Vie privée
Il est connu pour être un ami proche du joueur de rugby à XV international anglais Lawrence Dallaglio. Il réside aujourd'hui à Los Angeles, en Californie, où il travaille au Studio Mix Suite LA.